# Chrotomys silaceus
Chrotomys silaceus је врста глодара из породице мишева (Muridae).

## Распрострањење
Ареал врсте је ограничен на једну државу. Филипини су једино познато природно станиште врсте.

## Станиште
Станиште врсте су шуме.

## Угроженост
Ова врста је наведена као последња брига, јер има широко распрострањење и честа је врста.